# Billete de dos colones costarricenses
El billete de 2 colones fue, desde 1902 y hasta 1967, un billete de colón costarricense de valor bajo, usado durante el siglo XX.
Se ve caracterizado, en su anverso por el retrato del político Joaquín Bernardo Calvo Rosales y en su reverso, por una imagen de la plaza principal de San José, protagonizada por la fuente de Cupido y el Cisne, que conmemorara la inauguración de la primera cañería subterránea del país

## Anverso
El retrato del político Joaquín Bernardo Calvo Rosales, en color rojo, al centro, protagoniza el billete. A ambos lados, se muestra el número "2" en fuente estilizada, blanca, en un óvalo rojo. Debajo, la leyenda "DOS COLONES" describe la denominación del billete. 
En la parte superior, al centro, se lee la inscripción "BANCO CENTRAL DE COSTA RICA". y debajo, en una fuente de menor tamaño "SERIE PROVISIONAL" 
En el extremo superior izquierdo e inferior derecho, se encuentra el número de serie, en fuente negra. En sentido contrario, se lee la serie del billete, en color negro. 
En las esquinas superiores, se lee en fuente estilizada el número "2", sobre el marco rojo que encierra el centro del billete. En las inferiores, de la misma manera, en números romanos, el "II", describe la denominación del billete. 

## Reverso
Al centro, una imagen de la plaza central de San José, protagonizada por la fuente de "Cupido y el Cisne". Esta fuente sería construida para conmemorar la inauguración d de la primera cañería subterránea del país, misma que transportaba agua potable. En la actualidad, esta se encuentra frente a la Biblioteca Carlos Monge, en el campus Rodrigo Facio de la Universidad de Costa Rica.
A  los lados, se muestra en fuente estilizada, blanca, sobre fondo café el número "2", el cual tiene arriba y debajo en letras pequeñas el número "II" escrito en números romanos.
En la parte superior se muestra la leyenda "BANCO CENTRAL DE COSTA RICA".
En la parte inferior se lee la leyenda "DOS COLONES"

## Historia
A través de la historia, han existido múltiples ediciones del billete de 20 colones, emitidas por diversos entes, con motivos y materiales diferentes. La última emisión del billete de 20 colones, serie F, de 1967 fue realizada por el Banco Central de Costa Rica, a forma de serie provisional, resellando los billetes serie F emitidos por el Banco Nacional de Costa Rica en 1946. 
Circuló conviviendo con una moneda de misma denominación, misma que lo remplazara gradualmente, mediante el cese de emisión y el canje voluntario de este por las nuevas monedas. Este cambio fue provocado por la rápida devaluación que tuvo el colón, que indujo la emisión de billetes de mayor denominación.  
Banco Internacional de Costa Rica
El Banco Internacional de Costa Rica fue desde 1914 hasta 1936 la institución encargada de la emisión monetaria en Costa Rica. Fue fundado en el gobierno de Alfredo González Flores y durante su existencia fungió las labores que hoy en día se le reconocerían a un banco central. En 1936 sería renombrado como Banco Nacional de Costa Rica y se seguiría encargando de la emisión monetaria del país hasta la fundación del Banco Central de Costa Rica, en 1950. 
El Banco Internacional de Costa Rica emitiría distintas ediciones del billete de 20 colones:
| |
| Anverso certificado de plata 2 colones, serie A, 1912, emitido por la República de Costa Rica, protagonizado por el perfil de Cristobal Colón. |

|          |
| Reverso. |

|                                                                                  |
| Anverso billete 2 colones, serie A, 1918, protagonizado por una efigie femenina. |

|                                                  |
| Reverso con una efigie de la Marianne al centro. |

|                                                                                             |
| Anverso billete 2 colones, serie B, 1936, con una imagen de la Mona Lisa como protagonista. |

|          |
| Reverso. |

| |
| Anverso billete 2 colones, serie C, 1937, protagonizado por el perfil de Cristobal Colón y resellado por el Banco Nacional de Costa Rica. |

|          |
| Reverso. |

| |
| Anverso billete 2 colones, serie A, 1939, protagonizado por una efigie femenina y resellado por el Banco Nacional de Costa Rica. |

|          |
| Reverso. |

Banco Nacional de Costa Rica
El Banco Nacional de Costa Rica fue fundado en 1936, durante el gobierno de León Cortés Castro al renombrarse el hasta entonces conocido como Banco Internacional de Costa Rica. Siguió desempeñando las funciones como institución encargada de la emisión monetaria en Costa Rica y aquellas que hoy en día se le reconocerían a un banco central. En 1950 sería remplazado por el Banco Central de Costa Rica. 
El Banco Nacional de Costa Rica emitiría distintas ediciones del billete de 2 colones:
| |
| Anverso billete 2 colones, serie C, 1937, protagonizado por el perfil de Cristobal Colón y resellado por el Banco Nacional de Costa Rica. |

|          |
| Reverso. |

| |
| Anverso billete 2 colones, serie A, 1939, protagonizado por una efigie femenina y resellado por el Banco Nacional de Costa Rica. |

|          |
| Reverso. |

| |
| Anverso billete 2 colones, serie E, 1941, protagonizado por el retrato del conquistador Juan Vázquez de Coronado. |

|          |
| Reverso. |

|                                                                                                   |
| Anverso billete 2 colones, serie F, protagonizado por el político Joaquín Bernardo Calvo Rosales. |

|          |
| Reverso. |